# Carlos Cotto
Carlos Cotto fue un actor de cine, teatro y televisión argentino.

## Carrera
Carlos Cotto fue un destacado actor de reparto de la época dorada argentina. Actuó en más de 30 filmes, junto a actores de la talla de Benito Cibrián, Mario Soffici, Maruja Montes, Nélida Solá, Jorge Villoldo, Félix Tortorelli, Nélida Guerrero, Ernesto Bianco, Mirtha Torres, entre otros.

### Filmografía
- 1949: La tierra será nuestra
- 1949: El nieto de Congreve
- 1950: El regreso
- 1950: El crimen de Oribe
- 1950: Pasó en mi barrio
- 1952: Ellos nos hicieron así
- 1952: La bestia debe morir
- 1953: La niña del gato
- 1953: Fin de mes
- 1953: Dock Sud
- 1953: Mercado negro
- 1953: Trompada 45
- 1953: El conde de Montecristo
- 1954: Sucedió en Buenos Aires
- 1954: La dama del mar
- 1954: Barrio gris
- 1955: Mercado de abasto
- 1955: Un novio para Laura
- 1955: Para vestir santos
- 1956: El satélite chiflado
- 1957: La bestia humana
- 1958: Procesado 1040
- 1958: Rosaura a las diez
- 1960: Los acusados
- 1960: Culpable
- 1960: Chafalonías
- 1962: El secreto de Mónica
- 1962: El rufián
- 1968: Las ruteras
- 1973: La revolución
- 1974: La flor de la mafia[3]

### Televisión
En 1960 hizo una participación especial en el ciclo Obras maestras del terror, en el episodio titulado La mano, actuado y escrito por Narciso Ibáñez Menta, junto con Miguel Alitieri, Guillermo Bredeston, Cristina Gaymar, Estela Molly, Silvia Montanari y Josefina Ríos.

### Teatro
También incursionó  ampliamente en la escena nacional argentina en obras como la popular
Milagro en el mar. En 1924 formó parte de la compañía porteña encabezada por María Luisa Notar, con dirección artística de Horacio Dutra y participación de las actrices Carmen Lagomarsino, Delia Codebó y Rosa Codebó, Aída López, Agustina Esteban, Carmen Bustamante y Nélida Guerrero, y los actores Luis Gómez, Ambrosio Radrizzani, José Puricelli, Ernesto Radino, Huberto Santa Fe, Severino Fernández y Félix Mutarelli.